# Igor Novaković
Igor Novaković (Karlovac, 24 maggio 1979) è un ex calciatore croato, di ruolo attaccante.

## Palmarès

### Competizioni nazionali
- Coppa di Croazia: 2

Rijeka: 2004-2005, 2005-2006